# Balada o trobenti in oblaku (film)
Balada o trobenti in oblaku je slovenski partizanski film režiserja in scenarista Franceta Štiglica, posnet po istoimenskem romanu Cirila Kosmača.